# امباتالاوا (۱)
امباتالاوا (به لاتین: Ambatalawa) یک منطقهٔ مسکونی در سری‌لانکا است که در استان مرکزی (سری‌لانکا) واقع شده‌است.